# Bunopus spatalurus
Bunopus spatalurus là một loài thằn lằn trong họ Gekkonidae. Loài này được Anderson mô tả khoa học đầu tiên năm 1901.